# Gujarat Maritime University
La Gujarat Maritime University (in sigla GMU) è un'università privata indiana, fondata nel 2017 per iniziativa dell'autorità marittima dello Stato del Gujarat, con atto legislativo dello stesso. E' ospitata temporaneamente nel campus di Gandhinagar, condiviso con la Gujarat National Law University.
È riconosciuta dall'organismo federale di accreditamento universitario UGC.

## Facoltà e corsi di studio
L'ateneo si articola in:
- School of Maritime Law, Policy & Administration, che offre corsi di:
  - LLM e diploma post laurea (PGD) in diritto della navigazione
  - LLM e diploma post laurea (PGD) in diritto del commercio internazionale
- School of Maritime Management che offre un Master in Business Administration in trasporto navale e logistica